# Atmata
Atmata (německy Atmath, Athmath) je jedno ze dvou hlavních ramen říční delty Němenu. Nachází se na území Regionálního parku Němenské delty, v okrese Šilutė v Klaipėdském kraji Litvy. Řeka je 13,2 km dlouhá; šířku toku má 160–200 m, u ústí 200–250 m. Hloubka uprostřed koryta je 3–4 m, průměrná rychlost toku je 0,2–0,3 m/s (v době povodní však až 3krát vyšší), spád je pouze 1,5 cm/km.

## Průběh toku
Atmata začíná u malého města Rusnė, kde se tok Němenu – přesněji řečeno, jeho hlavní rameno zvané Rusnė – dále dělí na Atmatu vpravo a Skirvytė vlevo. (Obě ramena řeky spolu vytváří veliký půlkruh, který formuje ostrov Rusnė, největší ostrov Litvy vůbec.) Rameno Atmaty až do soutoku s řekou Šyšou (asi 3 km) teče na sever, přičemž unáší asi 30–40 % průtoku Němenu/Rusnė, dále asi 3 km teče na severozápad a poté 4 km na západ, kde u soutoku s Minijou, která tam tvoří vlastní malou deltu, se stočí na jihozápadozápad a po dalších 3 km se vlévá do Kurského zálivu. Asi 3,5 km od ústí, hned vedle vtoku Minije, je Atmata směrem na sever propojena kanálem s jezerem Krokų Lanka.

### Přítoky a odbočky
- zleva: Vilkinė
- zprava: Šyša, Aukštumalos protaka (spojka s lagunovým jezerem Krokų Lanka přes jezerní přítok Aukštumala), průliv do jezera Krokų Lanka (zvaný Duobelė), Minija

## Obce při břehu
- Na levém břehu:
  - Rusnė, Šyškrantė, Uostadvaris
- Na pravém břehu:
  - Šyša

### Další objekty
- Na levém břehu: zbytky původního mostu přes Atmatu (chráněná národní památka), přečerpávací stanice v Uostadvarisu (národní technická památka-muzeum), Uostadvarský maják
- Na pravém břehu: ostrov Zingelinė sala (u ústí do moře)

## Galerie

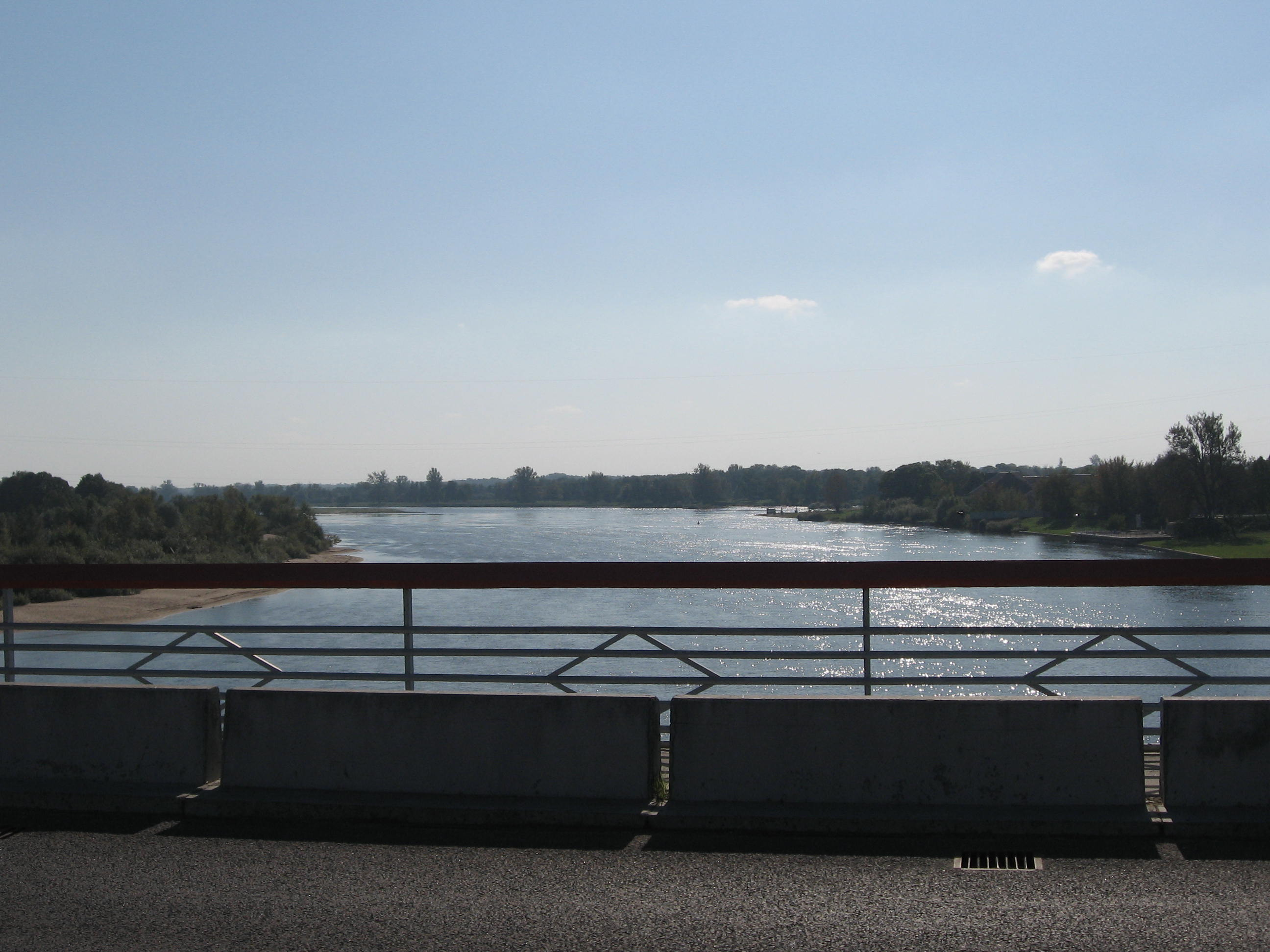
Pohled z mostu přes Atmatu směrem na jih, proti proudu (vlevo Rusnė, vpravo Skirvytė)
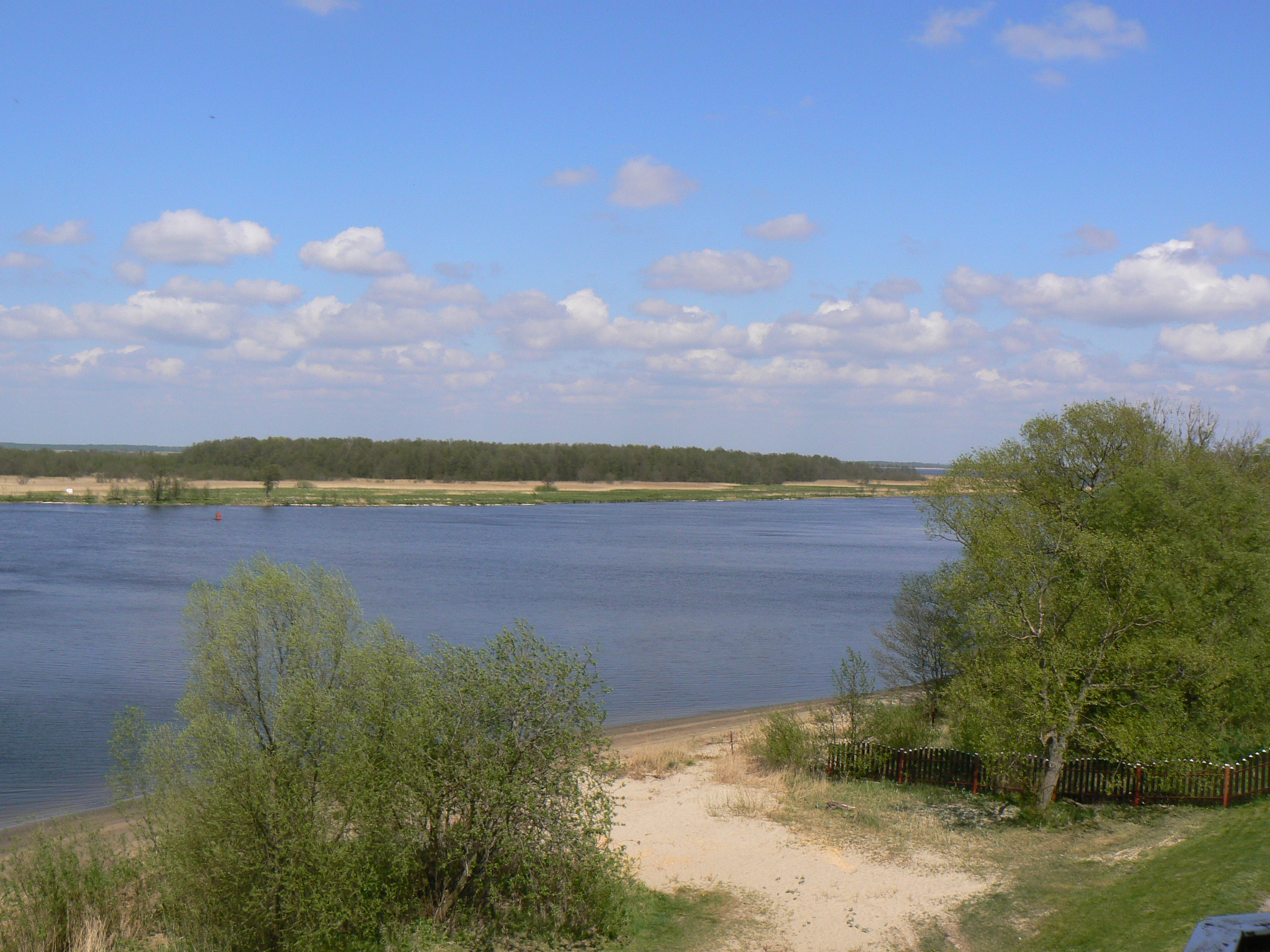
Atmata z plošiny Uostadvarského majáku (z jižního břehu)